# Karl Rappan
Karl Rappan (26 de septiembre de 1905 — 2 de enero de 1996) fue un futbolista y entrenador austríaco. Jugó y entrenó durante la mayor parte de su carrera en Suiza, donde ganó varios títulos. Tuvo cuatro periodos como entrenador del equipo nacional suizo, al que logró clasificar a tres Copas del Mundo, y es el líder de todos los tiempos en partidos ganados como entrenador del equipo suizo.
Es recordado como uno de los principales estrategas y teóricos del fútbol suizo y europeo ya que, durante el periodo de entreguerras, desarrolló las bases del posterior catenaccio italiano gracias a su estilo conocido como verrou. También ayudó a crear la Copa Intertoto de la UEFA.

## Carrera como futbolista
Rappan, nacido en Viena, jugó como centrocampista y delantero. Como adolescente jugó para el club Donau Wien. En 1924 se unió al Wacker Viena, donde jugó cuatro años. Fue seleccionado para el equipo nacional de Austria mientras jugaba en el Wacker. Posteriormente jugó una temporada en el FK Austria Wien y otra en el Rapid Wien, ganando la liga austriaca 1929-30 con este último. Rappan luego se trasladó a Suiza, donde empezó a jugar para el Servette FC en 1931, convirtiéndose en jugador-entrenador hasta su retiro como jugador en 1935, y ganar la liga suiza dos veces con el club, en 1933 y 1934.
En 1927 fue convocado en dos ocasiones con el equipo nacional de Austria, marcando un gol, contra Hungría en una victoria por 6-0.

## Carrera como entrenador
Rappan pasó casi toda su carrera como entrenador —que se extendió desde 1932 hasta 1963— dirigiendo a equipos suizos y al propio equipo nacional suizo. Después de su papel como jugador-entrenador en el Servette, Rappan se convirtió en entrenador a tiempo completo y fichó por el Grasshopper-Club Zürich, club en el que permaneció desde 1935 a 1948, ganando cinco títulos de liga nacionales y siete copas. En 1948, regresó al Servette para un segundo período en el club, ahora como único entrenador. Permaneció allí hasta 1957, consiguió un título más de liga y una copa a su palmarés.
Después del Servette, Rappan pasó una temporada en el FC Zürich. De 1960 a 1963 fue entrenador del equipo nacional de Suiza exclusivamente, y después de esta última etapa al frente de la selección nacional, se unió al club del Lausanne-Sports, siendo su entrenador entre 1964-1968, y ganó un título de liga en 1965. Después de casi cuatro décadas de servicio en el fútbol suizo, regresó a Austria para ser el director técnico del Rapid Wien —su antiguo club como jugador— para la temporada 1969-70.

### Elverrou
Durante la década de 1930, cuando se propagó el uso del sistema «WM», Rappan desarrolló un sistema táctico bajo el cual los jugadores cambiaban de posición y deberes en función del patrón de juego. El sistema varió en gran medida de la formación clásica 2-3-5 y «WM», enfocándose en la defensa. El equipo se replegaba en su propio campo y esperaba al ataque del oponente, concediendo la posesión del centro del campo. El sistema recibió el nombre de verrou («hormigón», en castellano), «cerrojo» o «el cerrojo suizo».
Rappan buscó un sistema que fuese menos rígido y menos dependiente del talento individual de la formación «WM». Se basó en el trabajo colectivo y dio a los jugadores amateurs de la época la oportunidad compensar en cierta medida su falta de habilidad. La estrategia defensiva del verrou se basó en una mezcla de marca zonal y al hombre. Fue el primer sistema para jugar cuatro jugadores en la defensa, usando uno de ellos como un "perno de seguridad" de apoyo a los otros tres. Se reconoce que el verrou influenció en gran parte al posterior catenaccio («cerrojo», en italiano) y el uso del líbero en defensa.

## Palmarés
Como jugador
- Rapid Wien
  - Campeón de la liga austríaca 1929/30
- Servette FC
  - Campeón de la liga suiza 1933
  - Campeón de la liga suiza 1934

Como entrenador
- Grasshopper-Club
  - Campeón de la liga suiza 1937
  - Campeón de la liga suiza 1939
  - Campeón de la liga suiza 1942
  - Campeón de la liga suiza 1943
  - Campeón de la liga suiza 1945
  - 7 veces campeón de la copa suiza
- Servette
  - Campeón de la liga suiza 1950
  - Campeón de la copa suiza 1949